# Gymnasium Prachatice

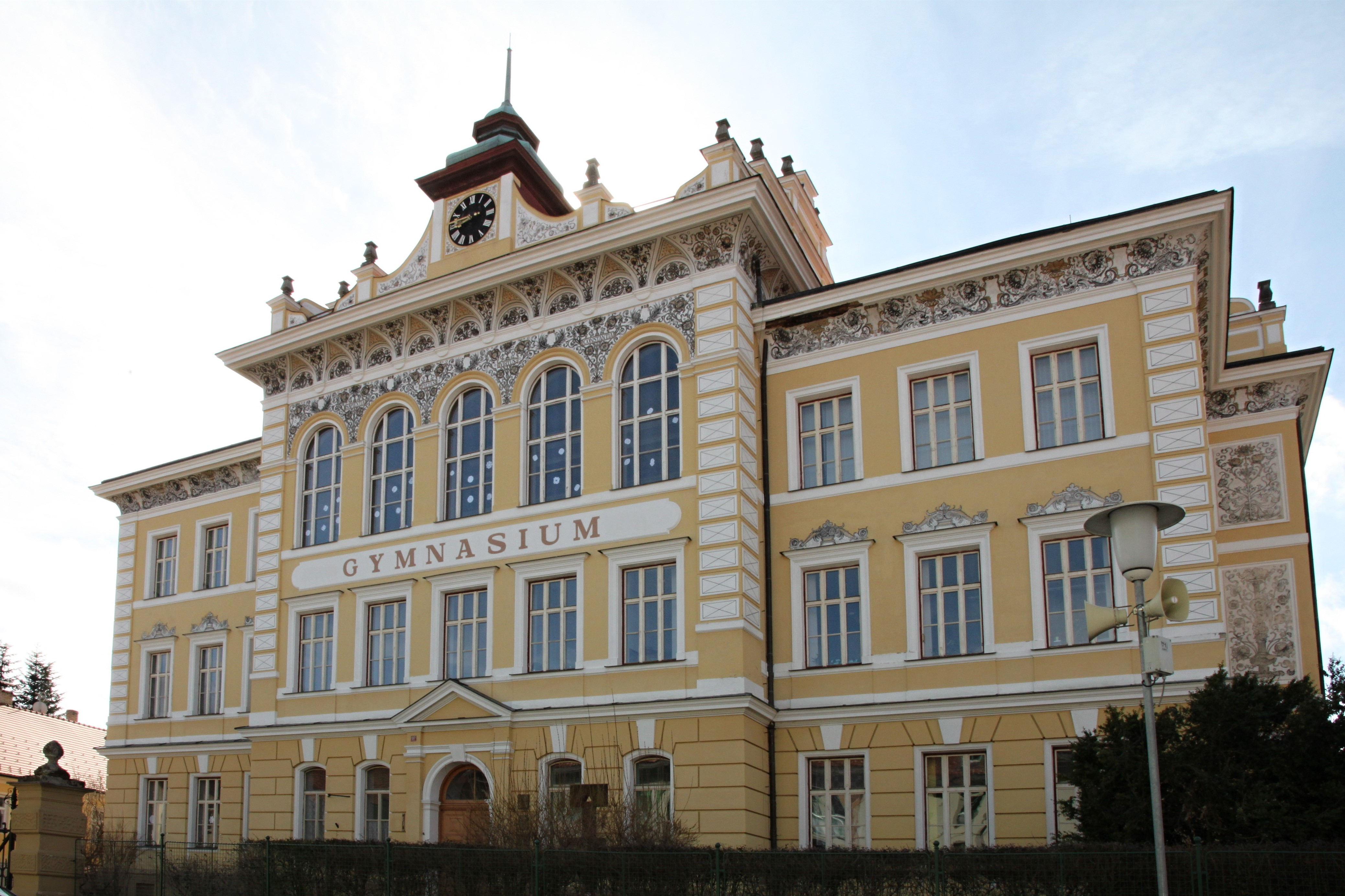
Gymnasium Prachatice (2019)

Das Gymnasium Prachatice (tschechisch Gymnázium Prachatice) ist ein 1896/97 errichteter Neorenaissancebau in Prachatice, in welchem zuerst ein rein deutschsprachiger Schulbetrieb stattfand. Seit 1920 wird Tschechisch als Unterrichtssprache verwendet.

## Schulgeschichte
Das erste Schulgebäude in Prachatice ist bereits im 14. Jahrhundert belegt. Zahlreiche Baccalaureaten und Magister der 1348 errichteten Universität Prag fanden dort ihre erste Anstellung. Berühmte Schüler dieser Lateinschule waren Christian von Prachatitz, Jan Hus und Hans Puchsbaum. Im 16. Jahrhundert wurde die zinnengeschmückte und bemalte Literatenschule zwischen der Jakobuskirche und dem Piseker Tor errichtet. Wilhelm von Rosenberg förderte zudem die Literatengesellschaft, die sich dem Choralgesang, der Kunst und der Wissenschaft widmete.
Im Jahr 1862 starb Felix Spinka, 1837–1838 Bürgermeister von Prachatice, und hinterließ eine Stiftung mit mehreren Grundstücken, Wirtschaftsgebäuden und 2000 Gulden zur Gründung einer deutschen Mittelschule in Prachatice. Dazu stiftete Barbara Wimbersky ihr Haus Nr. 109 als Schulgebäude. Der Gymnasiumsbetrieb wurde schließlich am 5. Oktober 1865 aufgenommen.
Auf Grund des gestiegenen Raumbedarfs ließ Bürgermeister Johann Zdiarsky, der schon 1885 ein kleines Studentenheim im ersten Stock seines Hauses am Ringplatz eingerichtet hatte, ein neues Schulgebäude errichten, das am 27. September 1897 feierlich eröffnet wurde. 1904 wurde durch Baumeister Rudolf Zobel das Studentenheim Eule (tschechisch Sova) angebaut.
Im Jahr 1920 wurde in dem bis dahin rein deutschsprachigen Gymnasium ein tschechischsprachiger Zweig eingerichtet. Die fortschreitende Tschechisierung und die sinkende Zahl deutschsprachiger Schüler führten 1923 schließlich zur Übersiedlung der deutschsprachigen Studenten nach Budweis und Krummau, sodass es sich nun um eine rein tschechische Schule handelte. Nach der Besetzung von Prachatice im Herbst 1938 wurde der Schulbetrieb nach Vodňany verlegt und im Dezember 1940 vollständig eingestellt, wobei ein Teil der Schüler nach Strakonice verlegt wurde.

## Beschreibung
Der zweistöckige Neorenaissancebau mit zwei Seitentrakten trägt an der Frontseite mehrere Giebelaufmauerungen und ein Uhrtürmchen. Gesims und Giebel sind mit Dekorationsmalereien im Sgraffitocharakter geschmückt. Der Festsaal im zweiten Stock ist 16 Meter lang und 8 Meter breit, seine Decke ziert ein allegorisches Gemälde, welches die Wissenschaft darstellt.